# Dege hendeyi
Dege hendeyi — викопний вид пінгвінів, що існував в ранньому пліоцені (5,3-3,6 млн років тому). Описаний з набору посткраніальних кісток, що знайдені на заході Південно-Африканської Республіки.